# Heliococcus oligadenatus
Heliococcus oligadenatus är en insektsart som beskrevs av Danzig 1972. Heliococcus oligadenatus ingår i släktet Heliococcus och familjen ullsköldlöss.
Artens utbredningsområde är Mongoliet. Inga underarter finns listade i Catalogue of Life.